# Erdgas Sportpark
El Erdgas Sportpark es un estadio de fútbol ubicado en Halle, en el estado federado de Sachsen-Anhalt, Alemania. Su equipo titular es el Hallescher FC, club que actualmente juega en la 3. Liga.

## Historia

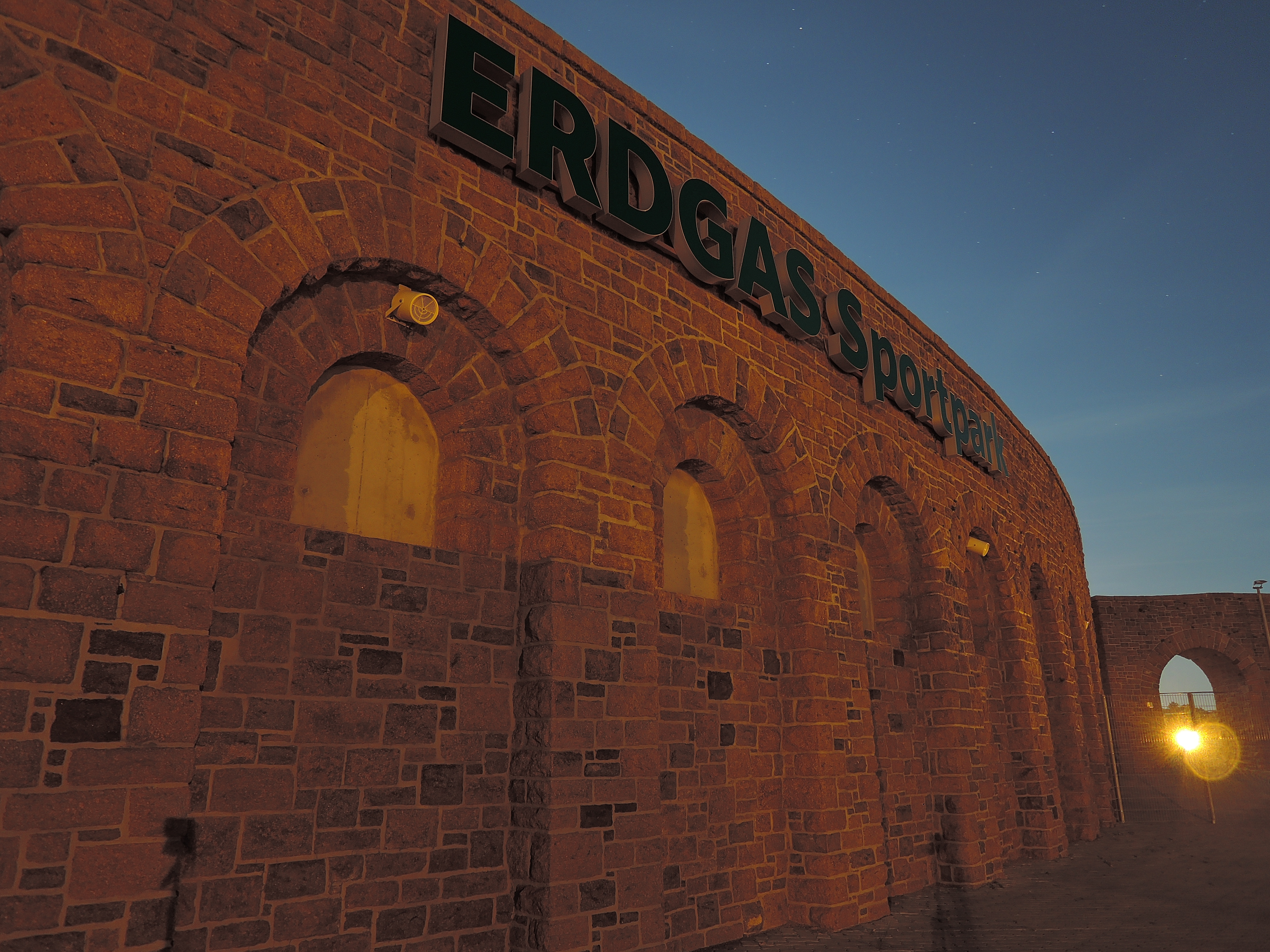
Fachada exterior del estadio construida a base de piedra.

El Erdgas Sportpark se construyó en el sitio del antiguo Estadio Kurt-Wabbel, que fue demolido en el verano de 2010. La situación en la conservación pared exterior y la (Arquitectura) de arcos, que ya construidas en el 1936 estadio Kurt-Wabbel eran, así como los trabajadores de imágenes fijas en 1951 por Thingplatz Brandberge se convirtieron en el estadio, pero sobrevivió. Durante la construcción del club de fútbol Hallescher FC tuvo que 'escapar al "estadio en el centro de la educación". El nuevo edificio fue la fiesta de cubrir aguas en 8 04 2011 patrocinadores oficialmente llamado  parque natural  después de la eléctrica VNG - Verbundnetz Gas. El contrato para los derechos nombres trae € 500 000 por año y tiene un plazo de 10 años
El 4 de septiembre de 2010, los trabajos de construcción se inició con la innovadora por el alcalde de Halle Dagmar Szabados ( SPD), el ministro de Finanzas del país Jens Bullerjahn (SPD) y el Ministro Construcción Karl-Heinz Daehre ( CDU) Los costes de alrededor del 17 millones. Euro compartió la ciudad con alrededor de 11 millones. Euro y el estado de Sajonia-Anhalt con aproximadamente 6 millones. Euro. El estadio de nueva construcción, tiene una capacidad de 15.057 asientos cubiertos (8850 permanentes, 6155 plazas, 8 Lodges, 320 plazas comerciales y 30 plazas de minusválidos y 22 plazas de escoltas) El sistema iluminación y sistema fotovoltaico de Stadtwerke Halle integrado en el techo del estadio. En el marco del de dos metros área de juego hundida de  césped natural fue un suelo calentar, que se refiere al calor del sistema de calefacción urbana Halle instalado.
En septiembre los amantes del deporte inauguración Erstligist Hamburgo fue invitado al partido inaugural el 20 de septiembre victoria ante el HFC: 1 (1 : 1) podía. El primer gol en el nuevo estadio de tiro de Hamburgo Soren Bertram, que fue en 2013 cambie a HFC. Para Halle cumplido Steven Ruprecht para ecualizador temporal